# Министерство культуры Словацкой Республики
Министерство культуры Словацкой Республики (словац. Ministerstvo kultúry Slovenskej republiky, в июле — октябре 2010 года — Министерство культуры и туризма Словацкой Республики / словац. Ministerstvo kultúry a cestovného ruchu Slovenskej republiky) — центральный орган государственного управления Словакии в вопросах культуры.

## Сфера деятельности Министерства
- государственный язык,
- охрана памятников, культурного наследия и библиотек,
- искусство
- авторские права и права, непосредственно связанные с авторским правом,
- просветительская деятельность и народное творчество,
- поддержка развития культур национальных меньшинств,
- поддержка развития культуры словаков, проживающих за рубежом
- презентация словацкой культуры за пределами Словакии
- связи с церковью и религиозными организациями
- средства массовой и аудиовизуальной информации.

## Министр культуры
Министерством культуры управляет и несёт ответственность за его деятельность министр культуры, назначаемый Президентом Словацкой Республики по ходатайству Председателя Правительства Словакии.
С 25 октября 2023 года пост министра культуры Словакии занимает Мартина Шимковичова.

## Государственный секретарь Министерства культуры
В Министерстве культуры Словацкой Республики работает два государственных секретаря.
Государственный секретарь имеет полномочия замещать министра культуры во время его отсутствия (в рамках его прав и обязанностей) . Министр может и в других случаях разрешить госсекретарю представлять себя в рамках своих прав и обязанностей. При представлении министра на заседаниях правительства госсекретарь имеет совещательный голос. Государственного секретаря назначает и освобождает от обязанностей правительство по ходатайству министра культуры.

## История
С 1 июля 2010 года в соответствии с законом №37/2010 Свода законов, об изменениях и дополнениях в закон №575/2001 Свода законов об организации деятельности правительства и организации центрального государственного управления в более поздней редакции, с 1 ноября 2010 года (согласно закону №403/2010 Свода законов, о внесении изменений и дополнений в закон №575/2001 Свода законов об организации деятельности правительства и организации центрального государственного управления в более поздней редакции сфера туризма перешла в полномочия Министерства транспорта, строительства и регионального развития Словацкой Республики, Министерство культуры и туризма Словацкой Республики получает наименование "Министерство культуры Словацкой Республики". Поддержкой культуры национальных меньшинств с 1.11.2010 года занимается заместитель председателя Правительства.